# Puccinia polygoni-amphibii
Puccinia polygoni-amphibii är en svampart. Puccinia polygoni-amphibii ingår i släktet Puccinia och familjen Pucciniaceae.

## Underarter
Arten delas in i följande underarter:
- convolvuli
- polygoni-amphibii